# تيودور بيلروت يجري عملية جراحية (لوحة فنية)

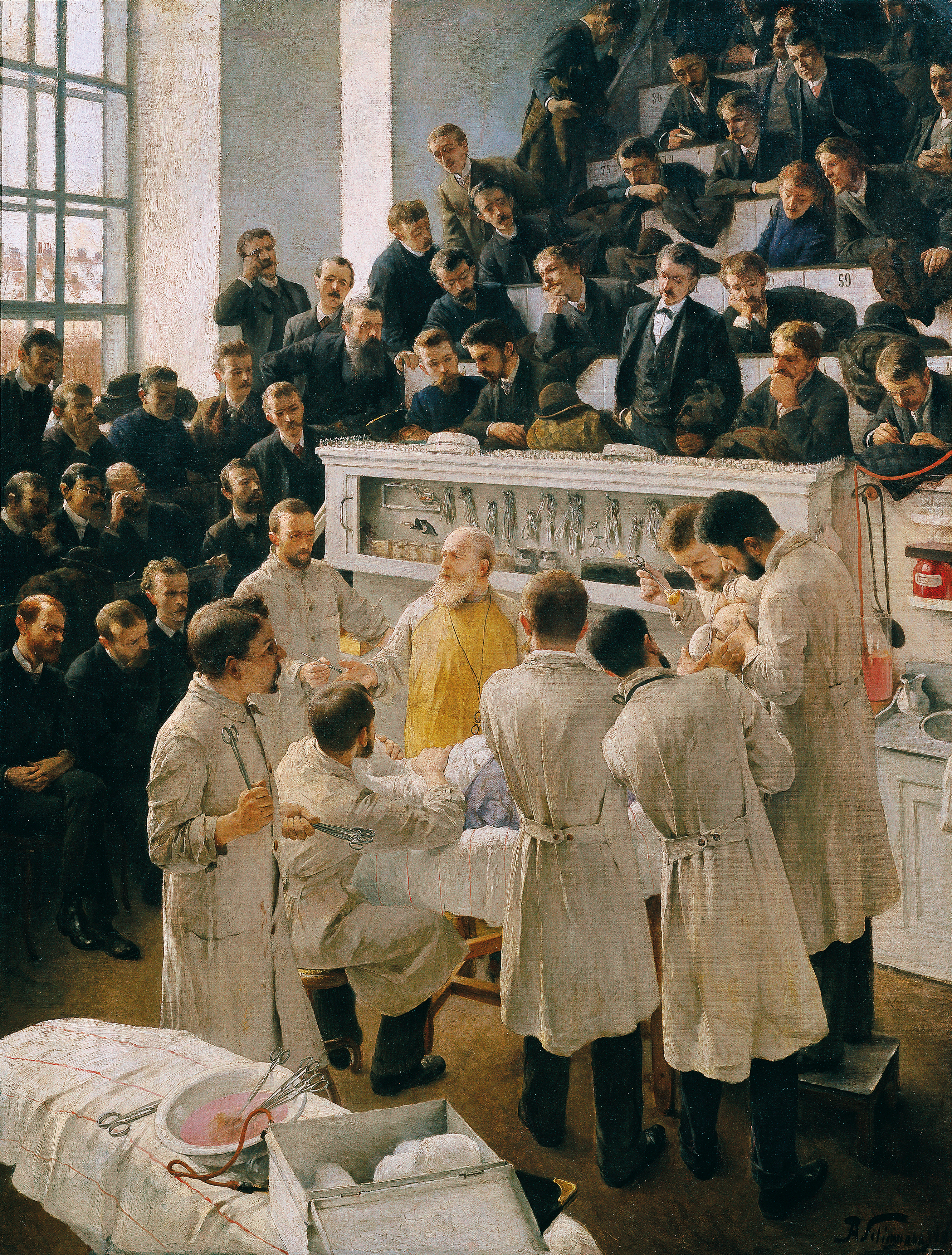

لوحة تيودور بيلروت يجري عملية جراحية هي لوحة فنية رسمها الفنان النمساوي أديلبرت سيلمان حوالي سنة 1890، وتجسد الجراح الألماني تيودور بيلروت أثناء إجرائه جراحة داخل قاعة المحاضرات في مستشفى فيينا العام. وتعرض اللوحة داخل متحف قصر بلفيدير (Österreichische Galerie Belvedere) في فيينا بالنمسا.